# Greatest Hits: Back to the Start
Greatest Hits: Back to the Start es un álbum de grandes éxitos de la banda norteamericana de thrash metal Megadeth  Dave Mustaine T'Back to the Start fueron elegidas mediante una larga encuesta en el sitio web oficial de la banda. Todas las pistas fueron remasterizadas por Tom Baker entre los años 2004 - 2005.

## Lista de canciones
1. "Holy Wars... The Punishment Due" – 6:32 (de Rust In Peace)
2. "In My Darkest Hour" – 6:25 (de So Far, So Good... So What!)
3. "Peace Sells" – 4:01 (de Peace Sells... But Who's Buying?)
4. "Sweating Bullets" – 5:26 (de Countdown to Extinction)
5. "Angry Again" – 3:47 (de Hidden Treasures)
6. "A Tout le Monde" – 4:24 (de Youthanasia)
7. "Trust" – 5:11 (de Cryptic Writings)
8. "Kill the King" – 3:42 (de Capitol Punishment: The Megadeth Years)
9. "Symphony of Destruction" – 4:05 (de Countdown to Extinction)
10. "Mechanix (2002 Remix)" – 4:21 (de Killing Is My Business... And Business Is Good!)
11. "Train of Consequences" – 3:31 (de Youthanasia)
12. "Wake Up Dead" – 3:38 (de Peace Sells... But Who's Buying?)
13. "Hangar 18" – 5:11 (de Rust In Peace)
14. "Dread and the Fugitive Mind" – 4:23 (de The World Needs a Hero)
15. "Skin O' My Teeth" – 3:14 (de Countdown to Extinction)
16. "She-Wolf" – 3:39 (de Cryptic Writings)
17. "Prince of Darkness" – 6:28 (de Risk)

## DVD (edición limitada)
- Kill the King - Mega-mix video
- "Megadeth Live" intro screen / Prince Of Darkness -
- Holy Wars...The Punishment Due -
- In My Darkest Hour -
- Hangar 18
- Sweating Bullets
- Symphony Of Destruction
- Peace Sells Live footage, previously unreleased
- Preview of upcoming 2 DVD release: "The Arsenal Of Megadeth"

## Créditos
- Dave Mustaine - Vocalista y guitarra en todas las pistas
- Marty Friedman - guitarra en pistas 1, 4-7, 9, 11, 13, y 15
- Chris Poland - guitarra en pistas 3, 10 y 12
- Al Pitrelli - guitarra en pistas 8 y 14 y 17
- Jeff Young - guitarra en pista 2
- David Ellefson - Bajo en todas las pistas
- Nick Menza - Batería en pistas 1, 4-7, 9, 11, 13,y 15-16
- Gar Samuelson - Batería en pistas 3, 10 y 12
- Jimmy Degrasso - Batería en pistas 8, 14, y 17
- Chuck Behler - Batería en pista 2

## Posicionamiento
Álbum
| Año  | Listas            | Posición |
| ---- | ----------------- | -------- |
| 2005 | The Billboard 200 | 65       |